# 伊藤順朗
伊藤 順朗（いとう じゅんろう、1958年6月14日 - ）は、日本の実業家。セブン&アイ・ホールディングス創業者伊藤雅俊の次男で、同社代表取締役会長、ヨーク・ホールディングス代表取締役会長、伊藤興業代表取締役。元アインホールディングス取締役。

## 人物・経歴
学習院中・高等科を経て、1982年学習院大学経済学部卒業、三井信託銀行入行。1989年クレアモント大学経営大学院経営学修士（MBA）修了、ノードストローム入社。1990年セブン-イレブン・ジャパン入社。2002年セブン-イレブン・ジャパン取締役。
2007年セブン-イレブン・ジャパン常務執行役員マーケティング部長。2009年セブン&アイ・ホールディングス取締役執行役員事業推進部シニアオフィサー。2011年セブン&アイ・ホールディングスCSR統括部シニアオフィサー。2016年には鈴木敏文の提案する人事案に反対し、同年セブン&アイ・ホールディングス取締役常務執行役員経営推進室長に昇格。
2017年イトーヨーカ堂取締役。2018年セブン&アイ・ホールディングス経営推進本部長。2019年アインホールディングス取締役。2020年セブン&アイ・ホールディングス報酬委員会委員。2021年伊藤興業代表取締役。2023年セブン&アイ・ホールディングス代表取締役専務執行役員最高サステナビリティ責任者（CSuO）兼ESG推進本部長兼スーパーストア事業管掌。
2024年セブン&アイ・ホールディングス代表取締役副社長最高管理責任者（CAO）兼情報管理統括責任者、セブン&アイ・エナジーマネジメント代表取締役社長、ヨーク・ホールディングス代表取締役会長。2025年セブン＆アイ・ホールディングス代表取締役会長。

## 家族
父はセブン&アイ・ホールディングス創業者の伊藤雅俊。